# Eudarcia turcica
Eudarcia turcica är en fjärilsart som beskrevs av Reinhardt Gaedike 1997. Eudarcia turcica ingår i släktet Eudarcia och familjen äkta malar.
Artens utbredningsområde är Turkiet. Inga underarter finns listade i Catalogue of Life.